# حرف نزن
«حرف نزن» یا دُنت اسپیک (به انگلیسی: Don't Speak) ترانه‌ای از گروه موسیقی راک نو داوت است که سال ۱۹۹۶ میلادی منتشر شد. این تک‌آهنگ در آلبوم پادشاهی تراژیک قرار داشت.
این ترانه در چارت‌های، اسکاتلند، سوئیس، نروژ، استرالیا، دانمارک، نیوزلند، در رتبه اول و در چارت‌های ایتالیا، فرانسه، آلمان، فنلاند، جزو ده ترانه اول قرار گرفت.